# Where the Boys Are (1984)
Where the Boys Are is een Amerikaanse komedie uit 1984. De film is een remake van een gelijknamige film uit 1960. 

## Plot
Vier meiden gaan naar Fort Lauderdale om mannen te ontmoeten.

## Ontvangst
De recensies voor de film waren heel erg slecht en deed het heel slecht in de bioscopen.
De film was genomineerd voor vier  Razzies en Lynn-Holly Johnson won de prijs voor slechtste vrouwelijke bijrol.

## Rolverdeling
| Acteur               | Personage            |
| -------------------- | -------------------- |
| Lisa Hartman         | Jennie Cooper        |
| Russell Todd         | Scott Nash           |
| Lorna Luft           | Carole Singer        |
| Wendy Schaal         | Sandra Roxbury       |
| Lynn-Holly Johnson   | Laurie Jameson       |
| Howard McGillin      | Chip                 |
| Louise Sorel         | Barbara Roxbury      |
| Alana Stewart        | Maggie               |
| Christopher McDonald | Tony                 |
| Daniel McDonald      | Camden Roxbury III   |
| Jude Cole            | Jude                 |
| George Coutoupis     | Ray                  |
| Asher Brauner        | Officer Ernie Grasso |
| Frank Zagarino       | Conan                |
| Dara Sedaka          | Christine            |